# 拉武特希亚克
拉武特希亚克（法語：Lavoûte-Chilhac，法語發音：[lavut ʃijak]）是法国上卢瓦尔省的一个市镇，属于布里尤德区。

## 地名
该地名“Lavoûte-Chilhac”发音为[lavut ʃijak]而非[lavut ʃilak]，《世界地名翻译大辞典》与《世界地名译名词典》将其误译作“拉武特希拉克”。

## 地理
拉武特希亚克（45°8'54"N, 3°24'12"E）面积3.61 平方千米，位于法国奥弗涅-罗讷-阿尔卑斯大区上盧瓦爾省，该省份为法国中南部省份，北起多姆山省和卢瓦尔省，西接康塔爾省，南至洛泽尔省，东临阿尔代什省。
与拉武特希亚克接壤的市镇（或旧市镇、城区）包括：欧巴扎、布拉萨克、希亚克、圣西尔格、圣普里瓦迪德拉贡。
拉武特希亚克的时区为UTC+01:00、UTC+02:00（夏令时）。

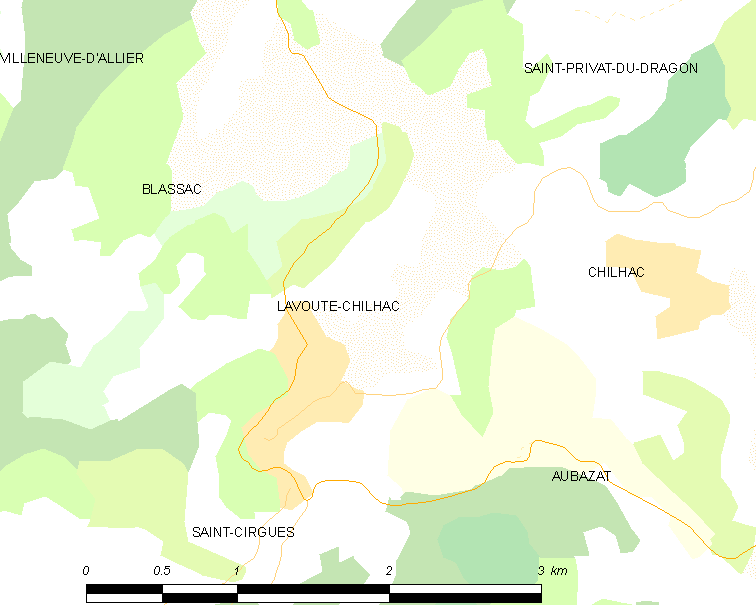
拉武特希亚克的OSM定位图

## 行政
拉武特希亚克的邮政编码为43380，INSEE市镇编码为43118。

## 政治
拉武特希亚克所属的省级选区为拉法耶特地区县。

## 人口

1962-2008年间拉武特希亚克人口变化图示

拉武特希亚克于2022年1月1日时的人口数量为255人。